# أم حكيم بنت عبد الرحمن
أم حكيم بنت عبد الرحمن بن أبي بكر التيمية القرشية (15 هـ - 100 هـ / 637م - 718م) هي ابنة الصحابي عبد الرحمن بن أبي بكر وجدها هو الخليفة الراشدي الأول أبو بكر الصديق تزوجها التابعي موسى بن طلحة بن عبيد الله التيمي وولدت له: عيسى بن موسى، ومُحَمد بن موسى، وإبراهيم بن موسى، وقريبة بنت موسى، وعائشة بنت موسى تزوجها الخليفة الأموي عبد الملك بن مروان وهي ام ابنه أبو بكر بن عبد الملك.

## نسبها
- هي: أم حكيم بنت عبد الرحمن بن أبي بكر الصديق بن أبي قحافة بن عامر بن عمرو بن كعب بن سعد بن تيم بن مرة بن كعب بن لؤي بن غالب بن فهر بن مالك بن قريش بن كنانة التيمية القرشية الكنانية.[2]
- أمها هي: قريبة الصغرى بنت أبي أمية بن المغيرة بن عبد الله بن عُمَر بن مخزوم بن يقظة بن مرة بن كعب بن لؤي بن غالب بن فهر بن مالك بن قريش بن كنانة المخزومية القرشية الكنانية وهي أخت أم المؤمنين أم سلمة.[3]